# Anegras
Anegras, auch Anegra und Anegros, war ein  Getreidemaß in spanischen Regionen Sevilla und Cádiz, in Portugal und Brasilien. Das kleinere Maß ist von der Fanega abgeleitet und schwankt mit diesem entsprechend.
- Cádiz 1 Anegras = 3,57 Liter
- Cádiz 1 Fanega = 4 Cahis = 16 Anagras = 2881 Pariser Kubikzoll = 57,1 Liter
- 4 Anegras = 1 Cahis